# UCI ProSeries 2022
Die UCI ProSeries 2022 ist die dritte Austragung des zur Saison 2020 vom Weltradsportverband UCI eingeführten Straßenradsport-Kalenders unterhalb der UCI WorldTour. Insgesamt sollen 50 Wettbewerbe vom 16. Januar bis 16. Oktober 2022 ausgetragen werden, davon 27 Eintagesrennen und 23 Etappenrennen.
An den einzelnen Rennen können neben UCI ProTeams auch die höchste Kategorie der UCI-registrierten Radsportteams, die UCI WorldTeams teilnehmen. Außerdem können UCI Continental Teams, UCI Cyclo-Cross Professional Teams und Nationalteams eingeladen werden.

## Rennen
| Datum                    | Rennen                              | Sieger                                                   |
| ------------------------ | ----------------------------------- | -------------------------------------------------------- |
| 24. – 31. Januar         | Vuelta a San Juan Internacional     | abgesagt                                                 |
| 2. – 6. Februar 2022     | Volta a la Comunitat Valenciana     | Alexander Vlasov (Bora-hansgrohe)                        |
| 10. – 13. Februar 2022   | Tour de La Provence                 | Nairo Quintana (Team Arkéa-Samsic)                       |
| 10. – 15. Februar 2022   | Tour of Oman                        | Jan Hirt (Intermarché-Wanty-Gobert Matériaux)            |
| 13. Februar 2022         | Clásica de Almería                  | Alexander Kristoff (Intermarché-Wanty-Gobert Matériaux)  |
| 16. – 20. Februar 2022   | Algarve-Rundfahrt                   | Remco Evenepoel (Quick-Step Alpha Vinyl Team)            |
| 16. – 20. Februar 2022   | Andalusien-Rundfahrt                | Wout Poels (Bahrain Victorious)                          |
| 26. Februar 2022         | Faun-Ardèche Classic                | Brandon McNulty (UAE Team Emirates)                      |
| 27. Februar 2022         | La Drôme Classic                    | Jonas Vingegaard (Jumbo-Visma)                           |
| 27. Februar 2022         | Kuurne-Bruxelles-Kuurne             | Fabio Jakobsen (Quick-Step Alpha Vinyl Team)             |
| 2. März 2022             | Trofeo Laigueglia                   | Jan Polanc (UAE Team Emirates)                           |
| 16. März 2022            | Nokere Koerse                       | Tim Merlier (Alpecin-Fenix)                              |
| 16. März 2022            | Mailand-Turin                       | Mark Cavendish (Quick-Step Alpha Vinyl Team)             |
| 17. März 2022            | Grand Prix de Denain                | Max Walscheid (Cofidis)                                  |
| 18. März 2022            | Bredene Koksijde Classic            | Pascal Ackermann (UAE Team Emirates)                     |
| 20. – 27. März 2022      | Tour of Hainan                      | abgesagt                                                 |
| 27. März 2022            | Gran Premio Industria & Artigianato | Diego Ulissi (UAE Team Emirates)                         |
| 2. April 2022            | Gran Premio Miguel Induráin         | Warren Barguil (Team Arkéa-Samsic)                       |
| 6. April 2022            | Scheldeprijs                        | Alexander Kristoff (Intermarché-Wanty-Gobert Matériaux)  |
| 10. – 17. April 2022     | Türkei-Rundfahrt                    | Patrick Bevin (Israel-Premier Tech)                      |
| 13. April 2022           | Pfeil von Brabant                   | Magnus Sheffield (Ineos Grenadiers)                      |
| 18. – 22. April 2022     | Tour of the Alps                    | Romain Bardet (Team DSM)                                 |
| 3. – 8. Mai 2022         | 4 Jours de Dunkerque                | Philippe Gilbert (Lotto Soudal)                          |
| 14. Mai 2022             | Grand Prix du Morbihan              | Julien Simon (TotalEnergies)                             |
| 15. Mai 2022             | Tro-Bro Léon                        | Hugo Hofstetter (Team Arkéa-Samsic)                      |
| 24. – 29. Mai 2022       | Tour of Norway                      | Remco Evenepoel (Quick-Step Alpha Vinyl Team)            |
| 26. – 29. Mai 2022       | Boucles de la Mayenne               | Benjamin Thomas (Cofidis)                                |
| 5. Juni 2022             | Brussels Cycling Classic            | Taco van der Hoorn (Intermarché-Wanty-Gobert Matériaux)  |
| 8. – 12. Juni 2022       | ZLM Tour                            | Olav Kooij (Jumbo-Visma)                                 |
| 11. Juni 2022            | Dwars door het Hageland             | Oscar Riesebeek (Alpecin-Fenix)                          |
| 15. – 19. Juni 2022      | Belgien-Rundfahrt                   | Mauro Schmid (Quick-Step Alpha Vinyl Team)               |
| 15. – 19. Juni 2022      | Tour of Slovenia                    | Tadej Pogacar (UAE Team Emirates)                        |
| 10. – 17. Juli 2022      | Tour of Qinghai Lake                | abgesagt                                                 |
| 25. – 31. Juli 2022      | Tour of Utah                        | abgesagt                                                 |
| 2. – 6. August 2022      | Vuelta a Burgos                     | Pavel Sivakov (Ineos Grenadiers)                         |
| 11. – 14. August 2022    | Arctic Race of Norway               | Andreas Leknessund (Team DSM)                            |
| 16. – 20. August 2022    | Dänemark-Rundfahrt                  | Christophe Laporte (Jumbo-Visma)                         |
| 24. – 28. August 2022    | Deutschland Tour                    | Adam Yates (Ineos Grenadiers)                            |
| 3. September 2022        | Tour de l’Eurométropole             | Alexander Kristoff (Intermarché-Wanty-Goubert-Materiaux) |
| 4. September 2022        | Maryland Cycling Classic            | Sep Vanmarcke (Israel-Premier Tech)                      |
| 4. – 11. September 2022  | Tour of Britain                     | Gonzalo Serrano (Movistar)                               |
| 11. September 2022       | GP Fourmies                         | Caleb Ewan (Lotto Soudal)                                |
| 13. – 17. September 2022 | Luxemburg-Rundfahrt                 | Mattias Skjelmose Jensen (Trek-Segafredo)                |
| 14. September 2022       | Grand Prix de Wallonie              | Mathieu van der Poel (Alpecin-Fenix)                     |
| 17. September 2022       | Primus Classic                      | Jordi Meeus (Bora-hansgrohe)                             |
| 1. Oktober 2022          | Giro dell’Emilia                    | Enric Mas (Movistar)                                     |
| 3. Oktober 2022          | Coppa Bernocchi                     | Davide Ballerini (Quick-Step Alpha Vinyl Team)           |
| 3. Oktober 2022          | Sparkassen Münsterland Giro         | Olav Kooij (Jumbo-Visma)                                 |
| 4. Oktober 2022          | Tre Valli Varesine                  | Tadej Pogacar (UAE Team Emirates)                        |
| 6. Oktober 2022          | Gran Piemonte                       | Iván García Cortina (Movistar)                           |
| 9. Oktober 2022          | Paris-Tours                         | Arnaud Démare (Groupama-FDJ)                             |
| 11.–18. Oktober 2022     | Tour de Langkawi                    | Iván Sosa (Movistar)                                     |
| 16. Oktober 2022         | Japan Cup                           | Neilson Powless (EF Education-EasyPost)                  |

## Teams
Am 9. Dezember 2021 gab die UCI die Registrierung von 17 UCI ProTeams für die Saison 2022 bekannt. Alpecin-Fenix sowie Arkéa-Samsic erhalten Startrecht zu allen Rennen der UCI WorldTour und  TotalEnergies Startrecht zu den WorldTour-Eintagesrennen.
Als Reaktion auf den russische Invasion auf die Ukraine 2022 wurde die Registrierung des Teams Gazprom-RusVelo – wie aller anderen russischen und belarussischen Mannschaften – durch die Union Cycliste Internationale am 1. März 2022  widerrufen. Ende März 2022 stellte das Team seine Aktivitäten ein.
| Name (UCI Code)                       | Betreiber                          | Nationalität       | Radhersteller    |
| ------------------------------------- | ---------------------------------- | ------------------ | ---------------- |
| Alpecin-Fenix (AFC)                   | Wielerteam ciclismo Mundial BVBA   | Belgien            | Canyon           |
| Drone Hopper-Androni Giocattoli (DRA) | Teamgalli srl                      | Italien            | Kuota            |
| Arkéa-Samsic (ARK)                    | Pro Cycling Breizh                 | Frankreich         | Canyon           |
| Bingoal Pauwels Sauce WB (BWB)        | TRW' Organisation                  | Belgien            | Ridley           |
| B&B Hotels-KTM (BBK)                  | Vital Concept Cycling Club         | Frankreich         | Orbea            |
| Bardiani CSF Faizanè (BCF)            | Aster Sport Limited                | Italien            | Guerciotti       |
| Burgos-BH (BBH)                       |                                    | Spanien            | BH               |
| Caja Rural-Seguros RGA (CJR)          |                                    | Spanien            | Fuji Bikes       |
| Eolo-Kometa Cycling Team (EOK)        | Fundación Contador                 | Italien            | Aurum            |
| Equipo Kern Pharma (EKP)              | Asociación Deportiva Galibier      | Spanien            | Giant            |
| Euskaltel-Euskadi (EUS)               | Fundación Euskadi                  | Spanien            | Orbea            |
| Gazprom-RusVelo (GAZ)                 | PROvelo AG                         | Russland           | LOOK             |
| Novo Nordisk (TNN)                    |                                    | Vereinigte Staaten | Colnago          |
| Human Powered Health (HPM)            | Circuit Global Sports Management   | Vereinigte Staaten | Felt Bicycles    |
| Sport Vlaanderen-Baloise (SVB)        | Wielerclub Eddy Merckxvrienden vzw | Belgien            | Eddy Merckx      |
| TotalEnergies (TEN)                   | SA Vendée Cyclisme                 | Frankreich         | Wilier Triestina |
| Uno-X Pro Cycling Team (UXT)          |                                    | Norwegen           | Cannondale       |

→ Zu den UCI WorldTeams 2022, siehe UCI WorldTour 2022#Teams.